# Giancarlo Morelli
Giancarlo Morelli (Genova, 24 marzo 1946) è un ex calciatore italiano, di ruolo ala destra.

## Carriera
Cresciuto nelle giovanili della squadra genovese del Pontedecimo, disputa i primi anni della propria carriera professionistica in Serie C con le maglie di Prato, Perugia e Pistoiese, per ritornare nel 1967 a Genova nelle file della Sampdoria.
In blucerchiato, dopo una prima stagione senza presenze in prima squadra, esordisce in Serie A il 3 novembre 1968 in occasione della sconfitta esterna contro la Roma, e riuscendo nell'intera stagione 1968-1969 ad ottenere 13 presenze in campionato, schierato prevalentemente sulla fascia destra come alternativa al titolare Carlo Novelli. Nell'annata successiva le presenze salgono a 16, per poi venire ceduto nella sessione autunnale del calciomercato al Taranto, militante in Serie B. In Puglia Morelli disputa da titolare 5 campionati cadetti.
Nel 1976, dopo 2 brevi esperienze con Novara e Spezia fa nuovamente ritorno nella sua città natale, stavolta per vestire la maglia del Genoa, dove riesce a scendere in campo in campionato in una sola occasione, rilevando Gregorio Basilico all'89' dell'incontro interno contro il Verona.
In carriera ha collezionato complessivamente 30 presenze in Serie A, con all'attivo una rete nella vittoria interna della Sampdoria col Varese nella stagione 1968-1969, e 131 presenze e 8 reti in Serie B.
Cessata l'attività agonistica, ha intrapreso quella di agente immobiliare.
Pur essendo stato, nel corso della carriera calcistica, più legato alla Sampdoria, da imprenditore si è trovato per due volte nel giro di pochi anni vicino alla presidenza del Genoa: nel 1997 fu infatti il referente italiano della cordata lussemburghese-monegasca guidata dal finanziere parigino Patrick Perrin che cercò di rilevare il club rossoblu da Aldo Spinelli , nel 2002 fu invece coinvolto nel gruppo facente capo all'"ereditiera di Bogliasco" Andreina Ivaldi (vedova dell'imprenditore Ubaldo Bruzzone) e al dirigente calcistico Geremia Armienti, in entrambi i casi le trattative per l'acquisto del Genoa non andarono a buon fine.